# Ectopria leechi
Ectopria leechi är en skalbaggsart som beskrevs av Brigham 1981. Ectopria leechi ingår i släktet Ectopria och familjen Psephenidae. Inga underarter finns listade i Catalogue of Life.